# Sybra bipartita
Sybra bipartita är en skalbaggsart som beskrevs av Stefan von Breuning 1939. Sybra bipartita ingår i släktet Sybra och familjen långhorningar.
Artens utbredningsområde är Filippinerna. Inga underarter finns listade i Catalogue of Life.